# Ronny Rodelin
Sylvio Ronny Rodelin (Saint-Denis, 18 de noviembre de 1989) es un futbolista francés. Juega en la posición de delantero y desde 2024 milita en el F. C. Perly-Certoux de la 2. Liga Interregional. 

## Trayectoria
Sylvio Ronny Rodelin nació el 18 de noviembre de 1989 en Saint-Denis, en la isla Reunión. Jugó la temporada 2007-08 en el Rodez A. F. del Championnat National. En junio de 2008, firmó un contrato por tres años con el F. C. Nantes. En enero de 2010, fue transferido en calidad de cedido por seis meses al Troyes A. C., que en ese entonces era dirigido por Patrick Remy.
En la temporada 2010-11, regresó al F. C. Nantes y marcó cinco goles en quince partidos de liga. En junio de 2011, fichó por cuatro años con el Lille O. S. C. En 2015, se fue a préstamo al Royal Excel Mouscron de Bélgica. En agosto de ese año, fue cedido con opción de compra al S. M. Caen. En la temporada 2015-16, anotó diez goles en 37 partidos. Finalmente, en 2016 el club terminó comprando a Rodelin, que firmó por tres años con la institución. En el último encuentro por la temporada 2016-17, donde su equipo se enfrentó al París Saint-Germain en el Parc des Princes, marcó el gol del empate, que sirvió para que el S. M. Caen no descendiera de categoría. En agosto de 2018 fichó por el E. A. Guingamp. Allí estuvo tres temporadas antes de marcharse al Servette F. C. suizo. Este equipo lo cedió en febrero de 2024 al F. C. Perly-Certoux debido un problema administrativo para poder inscribir a Takuma Nishimura.

## Estadísticas
La siguiente tabla detalla los encuentros disputados y los goles marcados por Rodelin en los clubes en los que ha militado.
| Rodez A. F. Francia                                                                                            |                     |     |    |    |    |   |   |   |   |     |     |    |    |
| 2007-08 | 23                  | 1   | -  | 0  | 0  | 0 | 0 | 0 | 0 | 23  | 1   | 0  |    |
| Total | 23                  | 1   | 0  | 0  | 0  | 0 | 0 | 0 | 0 | 23  | 1   | 0  |    |
| F. C. Nantes Francia                                                                                           |                     |     |    |    |    |   |   |   |   |     |     |    |    |
| 2008-09 | 6                   | 0   | 0  | 0  | 0  | 0 | 0 | 0 | 0 | 6   | 0   | 0  |    |
| 2009-10 | 4                   | 0   | 0  | 1  | 0  | 0 | 0 | 0 | 0 | 5   | 0   | 0  |    |
| Total | 10                  | 0   | 0  | 1  | 0  | 0 | 0 | 0 | 0 | 11  | 0   | 0  |    |
| Troyes A. C. Francia                                                                                           |                     |     |    |    |    |   |   |   |   |     |     |    |    |
| 2010-11 | 5                   | 2   | -  | 0  | 0  | 0 | 0 | 0 | 0 | 5   | 2   | 0  |    |
| Total | 5                   | 2   | 0  | 0  | 0  | 0 | 0 | 0 | 0 | 5   | 2   | 0  |    |
| F. C. Nantes Francia                                                                                           |                     |     |    |    |    |   |   |   |   |     |     |    |    |
| 2010-11 | 15                  | 5   | 0  | 5  | 3  | 0 | 0 | 0 | 0 | 20  | 8   | 0  |    |
| Total | 15                  | 5   | 0  | 5  | 3  | 0 | 0 | 0 | 0 | 20  | 8   | 0  |    |
| Lille O. S. C. Francia                                                                                         |                     |     |    |    |    |   |   |   |   |     |     |    |    |
| 2011-12 | 9                   | 0   | 0  | 3  | 0  | 0 | 0 | 0 | 0 | 12  | 0   | 0  |    |
| 2012-13 | 23                  | 3   | 2  | 6  | 1  | 0 | 0 | 0 | 0 | 29  | 4   | 2  |    |
| 2013-14 | 30                  | 2   | 1  | 5  | 2  | 0 | 0 | 0 | 0 | 35  | 4   | 1  |    |
| 2014-15 | 15                  | 0   | 0  | 1  | 0  | 0 | 0 | 0 | 0 | 16  | 0   | 0  |    |
| Total | 77                  | 5   | 3  | 15 | 3  | 0 | 0 | 0 | 0 | 92  | 8   | 3  |    |
| Royal Excel Mouscron · Bélgica                                                                                 |                     |     |    |    |    |   |   |   |   |     |     |    |    |
| 2014-15 | 12                  | 3   | -  | 0  | 0  | 0 | 0 | 0 | 0 | 12  | 3   | 0  |    |
| Total | 12                  | 3   | 0  | 0  | 0  | 0 | 0 | 0 | 0 | 12  | 3   | 0  |    |
| Lille O. S. C. Francia                                                                                         |                     |     |    |    |    |   |   |   |   |     |     |    |    |
| 2015-16 | 1                   | 0   | 0  | 0  | 0  | 0 | 0 | 0 | 0 | 1   | 0   | 0  |    |
| Total | 1                   | 0   | 0  | 0  | 0  | 0 | 0 | 0 | 0 | 1   | 0   | 0  |    |
| S. M. Caen Francia                                                                                             |                     |     |    |    |    |   |   |   |   |     |     |    |    |
| 2015-16 | 34                  | 10  | 2  | 2  | 0  | 0 | 0 | 0 | 0 | 36  | 10  | 2  |    |
| 2016-17 | 37                  | 9   | 3  | 3  | 2  | 0 | 0 | 0 | 0 | 40  | 11  | 3  |    |
| 2017-18 | 37                  | 5   | 5  | 6  | 1  | 0 | 0 | 0 | 0 | 43  | 6   | 5  |    |
| Total | 108                 | 24  | 10 | 11 | 3  | 0 | 0 | 0 | 0 | 119 | 27  | 10 |    |
| E. A. Guingamp Francia                                                                                         |                     |     |    |    |    |   |   |   |   |     |     |    |    |
| 2018-19 | 8                   | 0   | 0  | 1  | 0  | 0 | 0 | 0 | 0 | 9   | 0   | 0  |    |
| Total | 8                   | 0   | 0  | 1  | 0  | 0 | 0 | 0 | 0 | 9   | 0   | 0  |    |
| Total en su carrera                                                                                            | Total en su carrera | 259 | 40 | 13 | 33 | 9 | 0 | 0 | 0 | 0   | 292 | 49 | 13 |
| (1) Incluye datos de Copa de Francia y Copa de la Liga de Francia. (2) No incluye goles en partidos amistosos. |                     |     |    |    |    |   |   |   |   |     |     |    |    |